# Límite elástico
El límite elástico o límite de elasticidad es la tensión máxima que un material elastoplástico puede soportar sin sufrir deformaciones permanentes. Si se aplican tensiones superiores a este límite, el material experimenta un comportamiento plástico con deformaciones permanentes y no recupera espontáneamente su forma original al retirar las cargas. En general, un material sometido a tensiones inferiores a su límite de elasticidad es deformado temporalmente de acuerdo con la ley de Hooke.
Los materiales sometidos a tensiones superiores a su límite de elasticidad tienen un comportamiento plástico. Si las tensiones ejercidas continúan aumentando el material alcanza su punto de fractura. El límite elástico marca, por tanto, el paso del campo elástico a la zona de fluencia. Más formalmente, esto comporta que en una situación de tensión uniaxial, el límite elástico es la tensión admisible a partir de la cual se entra en la superficie de fluencia del material.

## Determinación del límite elástico

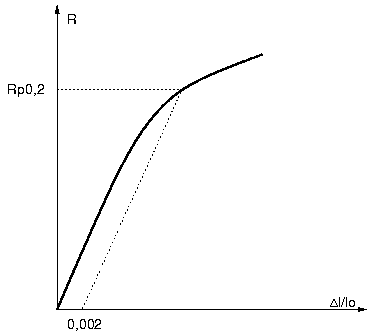
Determinación del límite elástico convencional.

Si se disponen las tensiones en función de las deformaciones en un gráfico se observa que, en un principio y para la mayoría de los materiales (los elastómeros no lo cumplen, por ejemplo), aparece una zona que sigue una distribución casi lineal, donde la pendiente es el módulo de elasticidad E. Esta zona se corresponde a las deformaciones elásticas del material hasta un punto donde la función cambia de régimen y empieza a curvarse, zona que se corresponde al inicio del régimen plástico. Ese punto es el límite elástico.
Debido a la dificultad para localizarlo exactamente y con total fidelidad, ya que en los gráficos experimentales la recta es difícil de determinar y existe una banda donde podría situarse el límite elástico, en ingeniería se adopta un criterio convencional, establecido por la norma ASTM A370 y conocido como el método de la paralela, método de la desviación o método de la compensación (offset method en inglés), y se considera como límite elástico la tensión a la cual el material tiene una deformación plástica del 0.2% (o también ε = 0.002). En este caso, el límite elástico debe reportarse, por ejemplo, como: límite elástico (para 0.2% de compensación) = Rp0.2 = 360 MPa. Debe tenerse en cuenta que otros valores de compensación como 0.1% u otros pueden ser usados: todo depende del tipo de material.